# Windermere (Florida)
Windermere es un pueblo ubicado en el condado de Orange en el estado estadounidense de Florida. En el Censo de 2010 tenía una población de 2.462 habitantes y una densidad poblacional de 605,85 personas por km².

## Geografía
Windermere se encuentra ubicado en las coordenadas 28°30′0″N 81°32′10″O / 28.50000, -81.53611. Según la Oficina del Censo de los Estados Unidos, Windermere tiene una superficie total de 4.06 km², de la cual 4.02 km² corresponden a tierra firme y (0.96%) 0.04 km² es agua.

## Demografía
Según el censo de 2010, había 2.462 personas residiendo en Windermere. La densidad de población era de 605,85 hab./km². De los 2.462 habitantes, Windermere estaba compuesto por el 94.19% blancos, el 1.42% eran afroamericanos, el 0% eran amerindios, el 2.97% eran asiáticos, el 0% eran isleños del Pacífico, el 0.32% eran de otras razas y el 1.1% pertenecían a dos o más razas. Del total de la población el 5.08% eran hispanos o latinos de cualquier raza.